# Stylopandalus richardi
Stylopandalus richardi är en kräftdjursart som först beskrevs av H. Coutière 1905.  Stylopandalus richardi ingår i släktet Stylopandalus och familjen Pandalidae. Inga underarter finns listade i Catalogue of Life.